# Національний антикорупційний комітет України
Національний антикорупційний комітет — консультативно-дорадчий орган при Президентові України, основним завданням якого є забезпечення сприяння Президентові України в реалізації його повноважень, передбачених частиною другою статті 102 («Президент України є гарантом державного суверенітету, територіальної цілісності України, додержання Конституції України, прав і свобод людини і громадянина»), пунктом 1 частини першої статті 106 («Президент України … забезпечує державну незалежність, національну безпеку і правонаступництво держави») Конституції України.

## Основні напрямки
- здійснює системний аналіз стану корупції в Україні та заходів, що вживаються для запобігання й протидії їй;
- розробляє антикорупційні заходи, в тому числі з метою гармонізації законодавства й усунення наявних у ньому протиріч;
- готує пропозиції про спрощення дозвільних і інших процедур щодо ведення малого і середнього бізнесу та ліквідації причин, що зумовлюють порушення у цій сфері;
- розробляє з урахуванням вітчизняного та міжнародного досвіду, рекомендацій провідних світових організацій проєкти актів законодавства з питань посилення боротьби з корупцією;
- бере участь у підготовці проєктів послань Президента України до народу, щорічних і позачергових послань до Верховної Ради України про внутрішнє і зовнішнє становище України в частині, що стосується питань запобігання та протидії корупції.

## Структура
Комітет діє в складі Голови, виконавчого секретаря й інших членів. Головою комітету є Президент України.

## Історія
Комітет утворений 26 лютого 2010 року «з метою кардинального поліпшення ситуації у сфері боротьби з корупцією в Україні, забезпечення узгодженості дій правоохоронних органів у цій сфері, здійснення реальних кроків для повернення довіри громадян до влади, суттєвого поліпшення інвестиційного клімату, зміцнення партнерських відносин із міжнародним співтовариством, неухильного дотримання конституційних прав і свобод людини в інтересах утвердження законності і правопорядку, керуючись Законом України „Про основи національної безпеки України“, яким поширення корупції, хабарництва в органах державної влади, зрощення бізнесу і політики, організованої злочинної діяльності визначено основними загрозами національній безпеці України, стабільності в суспільстві та відповідно до частини другої статті 102, пунктів 1 і 28 частини першої статті 106 Конституції України» згідно з Указом Президента України № 275/2010 «Про утворення Національного антикорупційного комітету». Також згідно з цим Указом виконавчий секретар комітету (яким було визначено Секретаря Ради національної безпеки і оборони України, посаду якого на момент підписання Указу займає Раїса Богатирьова) мав у двотижневий строк подати Президентові проєкт Положення про комітет і пропозиції щодо його персонального складу:
|  | …передбачивши входження в установленому порядку до його складу керівників правоохоронних та інших державних органів, представників профільних комітетів Верховної Ради України, громадських організацій, провідних учених та інших фахівців |

Але 26 березня норму про те, виконавчим секретарем комітету є Секретар Ради національної безпеки і оборони України, було скасовано.
1 березня 2010 року Кабінет Міністрів України схвалив на своєму засіданні Звернення в зв'язку з утворенням Національного антикорупційного комітету, в якому було зазначено, зокрема:
|  | …що Національний антикорупційний комітет та його Голова повинні почати з себе і зробити реальні кроки для розслідування зазначених фактів корупції, що сприятиме забезпеченню законних прав та інтересів громадян. Це дасть змогу переконати громадян, що утворення Національного антикорупційного комітету не є піар-акцією, мета якої полягає лише у прикритті подальшого корупційного свавілля. |

1 березня 2010 року ТО «ТОРО» надіслало відкритий лист до Президента України щодо принципів формування складу Національного антикорупційного комітету, в якому, зокрема, закликало:
|  | … оприлюднити принципи, на яких формуватиметься персональний склад Національного антикорупційного комітету. |

26 березня 2010 року згідно з Указом Президента України «Питання Національного антикорупційного комітету» № 454/2010 було затверджено персональний склад комітету в числі:
- Янукович Віктор Федорович, Президент України, Голова комітету;
- Лавринович Олександр Володимирович, Міністр юстиції України, виконавчий секретар комітету;
- Азаров Микола Янович, Прем'єр-міністр України;
- Андрєєв Петро Петрович, Голова Головного контрольно-ревізійного управління України;
- Богатирьова Раїса Василівна, Секретар Ради національної безпеки і оборони України;
- Гвоздь Віктор Іванович, начальник Головного управління розвідки Міністерства оборони України;
- Геєць Валерій Михайлович, віце-президент Національної академії наук України (за згодою);
- Гуржій Сергій Григорович, Голова Державного комітету фінансового моніторингу України;
- Єрмолаєв Андрій Васильович, директор Національного інституту стратегічних досліджень;
- Калєтнік Ігор Григорович, Голова Державної митної служби України;
- Ківалов Сергій Васильович, Голова Комітету Верховної Ради України з питань правосуддя (за згодою);
- Кінах Анатолій Кирилович, президент Українського союзу промисловців і підприємців (за згодою);
- Колесниченко Володимир Миколайович, Голова Вищої ради юстиції (за згодою);
- Копиленко Олександр Любимович, директор Інституту законодавства Верховної Ради України (за згодою);
- Литвин Володимир Михайлович, Голова Верховної Ради України (за згодою);
- Литвин Микола Михайлович, Голова Державної прикордонної служби України;
- Лукаш Олена Леонідівна, Перший заступник Глави Адміністрації Президента України — Представник Президента України у Конституційному Суді України;
- Льовочкін Сергій Володимирович, Глава Адміністрації Президента України;
- Медведько Олександр Іванович, Генеральний прокурор України (за згодою);
- Могильов Анатолій Володимирович, Міністр внутрішніх справ України;
- Мотренко Тимофій Валентинович, Начальник Головного управління державної служби України;
- Онопенко Василь Васильович, Голова Верховного Суду України (за згодою);
- Папаіка Олександр Олексійович, Голова Державної податкової адміністрації України;
- Симоненко Валентин Костянтинович, Голова Рахункової палати (за згодою);
- Тацій Василь Якович, президент Національної академії правових наук України, ректор Національної юридичної академії України імені Ярослава Мудрого (за згодою);
- Хмара Олексій Сергійович, президент творчого об'єднання «Технології оптимального розвитку особистості», керівник контактної групи організації «Трансперенсі Інтернешнл» в Україні (за згодою);
- Хорошковський Валерій Іванович, Голова Служби безпеки України;
- Цушко Василь Петрович, Міністр економіки України;
- Швець Віктор Дмитрович, Голова Комітету Верховної Ради України з питань законодавчого забезпечення правоохоронної діяльності (за згодою);
- Шемшученко Юрій Сергійович, директор Інституту держави і права імені В. М. Корецького НАН України (за згодою).

Також цим Указом комітету було вказано невідкладно забезпечити підготовку пропозицій щодо:
- внесення комплексних системних змін до Законів України «Про засади запобігання та протидії корупції», «Про відповідальність юридичних осіб за вчинення корупційних правопорушень», інших законодавчих актів України, які визначають відповідальність за корупційні правопорушення, з метою усунення суттєвих недоліків, що можуть призвести до порушень конституційних прав і свобод громадян, а також з метою приведення цих актів у відповідність із конституційним принципом верховенства права, міжнародними стандартами у сфері протидії корупції, забезпечення інтересів національної безпеки та додержання інтересів громадянського суспільства;
- узгодження положень інших законодавчих актів у сфері протидії корупції та боротьби з нею у зв'язку з уведенням у дію названих Законів України з 1 січня 2011 року;
- розроблення дієвого та ефективного механізму реалізації Законів України «Про засади запобігання та протидії корупції», «Про відповідальність юридичних осіб за вчинення корупційних правопорушень», «Про внесення змін до деяких законодавчих актів України щодо відповідальності за корупційні правопорушення».

Перше засідання комітету має відбутися 22 квітня 2010 року.
На сьогодні склад комітету затверджено Указом Президента України від 16 березня 2012 року.
В липні 2013 року з'являлися повідомлення, що Національний антикорупційний комітет не працює вже два роки.